# Die Fahne von Kriwoj Rog (Film)
Die Fahne von Kriwoj Rog ist ein DDR-Spielfilm von Kurt Maetzig aus dem Jahr 1967. Er beruht auf dem gleichnamigen Roman von Otto Gotsche, der sich auf wahre Begebenheiten stützt. Erwin Geschonneck, Marga Legal und Helmut Schellhardt sind als Familie Brosowski in den Hauptrollen besetzt.

## Handlung
Der Film beginnt im Jahr 1945. Verschiedene Figuren des Filmes, unter ihnen die Brosowskis, tragen zwischen deutschen Panzerwracks die „Fahne von Kriwoi Rog“ den sowjetischen Truppen entgegen. Diese Szene wird immer wieder aufgegriffen und bereitet den Zuschauer auf eine neue Erzählperspektive vor. Die Erzähler befinden sich alle in der Brosowski-Familie.
Der erste Rückblick in das Jahr 1929 nach Gerbstedt im Mansfelder Land, ein Bergbaugebiet in der preußischen Provinz Sachsen, heute im Land Sachsen-Anhalt liegend: Otto Brosowski sen. wird beauftragt, einen Brief an die sowjetischen Kumpel in Kriwoj Rog zu schreiben und ihnen zu schildern, wie die Bedingungen sind, unter denen er und seine Kollegen arbeiten. Da er der Autor dieses Berichtes ist, wird er von seinem Arbeitgeber, der Mansfeld AG, schikaniert und unter einem Vorwand entlassen.
Kurze Zeit später erhält Brosowski sen. eine Antwort von den Kumpels aus der Sowjetunion. Beigelegt ist eine Fahne des dortigen Bergbaukombinats. Sie erhält von nun an bei den Menschen in der Stadt große Symbolkraft und wird bei verschiedenen Anlässen gezeigt, so u. a. bei der Beisetzung des örtlichen kommunistischen Parteisekretärs, der bei einem SA-Überfall erschlagen wurde.
Illegalität, Flucht, Folter und Angst vor dem nationalsozialistischen Terror werden ebenso dargestellt, wie das ständige Verstecken der Fahne, die erst in der Nachkriegszeit wieder auftaucht und ein letztes Mal verteidigt werden muss. Dieses Mal gegen die amerikanischen Besatzungstruppen.

## Produktion, Veröffentlichung
Die Dreharbeiten fanden unter anderem im Kupferschieferrevier in Mansfeld statt. Der Film erlebte am 25. Oktober 1967 im Eislebener Kino Capitol seine Premiere und kam am 27. Oktober 1967 in die Kinos der DDR. Am 8. Mai 1970 wurde der Film beim Sender DFF 1 erstmals im Fernsehen der DDR gezeigt und erschien 2008 auf DVD.

## Kritik
Die zeitgenössische Kritik merkte an, dass es dem Film „künstlerisch geglückt [sei], die Wurzeln dieser traditionellen Freundschaft [zur Sowjetunion] zu zeigen […]“; zudem wurde der „hochvergnügliche… Geist und Ton“ des Films hervorgehoben. „Im Sog von Jutkewitschs Lenin in Polen erhält das Individuelle, Private ungewöhnliche Farbigkeit: die tragenden Figuren präsentieren sich mit kauzigen Ecken und Kanten“, so die Filmkritik.
Frank-Burkhard Habel befand, dass der Film trotz der ideologisch gefärbten Buchvorlage „doch ein genau beobachtetes Bild aus Arbeiterfamilien im mitteldeutschen Industrierevier [vermittelt; er] hat sowohl Pathos als auch Humor und ist vom dokumentaren Stil beeinflußt.“ Auch Klaus Wischnewski schrieb, dass Szenarist Hans-Albert Pederzani und Regisseur Kurt Maetzig den Film über weite Strecke in „dokumentarem Stil [drehten], trotz manch gehörter agitatorischer Parts aufrichtig und glaubhaft. Auch hier: Deutsche Geschichte von unten, mit Retuschen aus der neuen Sicht von oben.“ Für den film-dienst war Die Fahne von Kriwoj Rog ein „überwiegend eindrucksvoller und historisch aufschlussreicher Film, der sein propagandistisches Thema menschlich gestaltet.“

## Auszeichnungen
Der Film erhielt in der DDR das Prädikat „Besonders wertvoll“. Im Jahr 1967 wurde Die Fahne von Kriwoj Rog mit dem Filmpreis des Jugendmagazins Neues Leben ausgezeichnet.
Das Filmkollektiv von Die Fahne von Kriwoj Rog – Kurt Maetzig (Regisseur), Hans-Albert Pederzani (Szenarist), Erwin Geschonneck (Hauptdarsteller), Marga Legal (Hauptdarstellerin) und Erich Gusko (Kameramann) – wurde am 3. Oktober 1968 mit dem Nationalpreis der DDR für Kunst und Literatur, 1. Klasse, ausgezeichnet.